# ديريك غرانت (لاعب هوكي الجليد)
ديريك غرانت هو لاعب هوكي الجليد كندي، ولد في 18 مارس 1974 في كورنوال في كندا.

## وصلات خارجية
- ديريك غرانت (لاعب هوكي الجليد) على موقع دوري الهوكي الوطني (الإنجليزية)
- ديريك غرانت (لاعب هوكي الجليد) على موقع EliteProspects.com (الإنجليزية)
- ديريك غرانت (لاعب هوكي الجليد) على موقع HockeyDB.com (الإنجليزية)